# Telocera wollastoni
Telocera wollastoni är en skalbaggsart som beskrevs av White 1858. Telocera wollastoni ingår i släktet Telocera och familjen långhorningar. Inga underarter finns listade i Catalogue of Life.